# آرونچوپا
آرونچوپا (به انگلیسی: AronChupa) با نام کامل آرون میکائل اکبرگ (به سوئدی: Aron Michael Ekberg)(زاده ۳۰ مارس ۱۹۹۱) خواننده، ترانه‌سرا، فوتبالیست سوئدی است.